# Кукильня
Кукильня (укр. Кукільня) — село на Украине, основано в 1805 году, находится в Бердичевском районе  Житомирской области.
Код КОАТУУ — 1820884202. Население по переписи 2001 года составляет 368 человек. Почтовый индекс — 13325. Телефонный код — 4143. Занимает площадь 1,256 км².

## Адрес местного совета
13324, с. Никоновка